# Ерік Карлссон
Ерік Карлссон (швед. Erik Karlsson; 31 травня 1990, м. Ландсбро, Швеція) — шведський хокеїст, захисник. Виступає за «Оттава Сенаторс» у Національній хокейній лізі.
Виступав за «Фрелунда» (Гетеборг), ХК «Бурос», «Оттава Сенаторс», «Бінгемтон Сенаторс» (АХЛ).
В чемпіонатах НХЛ — 216 матчів (37+112), у турнірах Кубка Стенлі — 13 матчів (2+5). У чемпіонатах Швеції — 52 матчі (6+5), у плей-оф — 17 матчів (1+2).
У складі національної збірної Швеції учасник чемпіонатів світу 2010 і 2012 (17 матчів, 4+7). У складі молодіжної збірної Швеції учасник чемпіонату світу 2009. У складі юніорської збірної Швеції учасник чемпіонату світу 2008.
Досягнення
- Бронзовий призер чемпіонату світу (2010)
- Срібний призер молодіжного чемпіонату світу (2009)
- Учасник матчу усіх зірок НХЛ (2011, 2012)

Нагороди
- Пам'ятний трофей Джеймса Норріса (2012, 2015, 2023).